# Cratere Oppia
Oppia è un cratere sulla superficie di 4 Vesta.